# Diadelia grisea
Diadelia grisea là một loài bọ cánh cứng trong họ Cerambycidae.